# Melchior Westhues
Melchior Westhues (* 6. März 1896 in Herbern, Westfalen; † 10. November 1971 in München) war ein deutscher Veterinär und Hochschullehrer.

## Leben
Der Sohn eines Landwirtes besuchte nach achtjähriger Volksschule das humanistische Gymnasium in Münster bis zum Abitur. Am Ersten Weltkrieg nahm Westhues als Freiwilliger teil. Nach dem Krieg studierte er Tiermedizin in Hannover und Gießen. Das Studium schloss er 1920 mit dem tierärztlichen Examen in Gießen ab; dem folgte ein weiteres Studium der Humanmedizin und Assistenz in mehreren Universitätsinstituten in Gießen und Freiburg im Breisgau.
Er promovierte 1924 mit Beitrag zur Paranoia Chronica in Kiel. Nach seiner Habilitation 1925 an der Universität Gießen erhielt Westhues dort eine außerordentliche Professur als Veterinärmediziner. 1926 bildete er sich im Rahmen eines wissenschaftlichen Aufenthaltes in den USA (Ithaca, New York) als Rockefeller-Stipendiat fort. Danach erhielt er einen Ruf an die Ludwig-Maximilians-Universität München (LMU). Dort übernahm er an der Chirurgischen Tierklinik 1931 den Lehrstuhl für Allgemeine und Spezielle Chirurgie einschließlich Augenkrankheiten, den er bis zu seiner Emeritierung im Jahr 1965 innehielt. 1939 wurde er zum Heer mit Einsatz zu dem in Ulm gelegenen Heimatpferdelazarett einberufen. Ab 1945 nahm er seine Tätigkeit an der LMU wieder auf, er wurde erneut in den Vorstand der Chirurgischen Universitäts-Tierklinik berufen. 1950 wurde er Dekan der Tierärztlichen Fakultät. Von 1955 bis 1956 war Westhues Rektor der LMU. Er gehörte 1951 zu den Gründungsmitgliedern der Deutschen Veterinärmedizinischen Gesellschaft. 1963 wählte ihn die Gesellschaft der Europäischen Veterinärchirurgie zu ihrem Präsidenten. Als Hochschulvertreter gehörte Westhues dem Bayerischen Senat an.

## Veröffentlichungen
- Tierärztliche Operationslehre, 27. Aufl. 1961 (m. E. Berge; auch span., ital., engl.), Berlin und Hamburg 1961
- Leitfaden der Huf- und Klauenkrankheiten, Stuttgart 1950;
- Die Narkose der Tiere, 2 Bde., Berlin und Hamburg 1960/61 (m. R. Fritsch);
- 50 Jahre Tierärztliche Fakultät der Ludwigs Maximilian Universität, Festvortrag S. 6-10;
- Über den Schmerz der Tiere, Rede bei der Rektoratsübergabe am 26.11.55, in: Münchner Universitätsreden, Neue Folge, Heft 12 (1955), S. 5–16

## Ehrungen
Melchior Westhues wurde am 15. Dezember 1959 mit dem Bayerischen Verdienstorden ausgezeichnet.